# Pseudochromadora buccobulbosa
Pseudochromadora buccobulbosa is een rondwormensoort. De wetenschappelijke naam van de soort is voor het eerst geldig gepubliceerd in 1995 door Verschelde & Vincx.